# Instandhaltungsrücklage
Die Instandhaltungsrücklage (auch Erhaltungsrücklage, Instandhaltungsrückstellung, Reparaturfonds, Rücklage oder Erneuerungsfonds) ist im Wohnungseigentumsrecht eine Rückstellung für die Instandhaltung und Reparatur von Eigentumswohnungen zwecks langfristiger Erhaltung der Marktwerte gemäß Wohnungseigentumsgesetz (WEG).

## Deutschland
Die Instandhaltungsrückstellung oder Instandhaltungsrücklage ist die vorgeschriebene Rückstellung einer angemessenen Geldsumme durch regelmäßige Zuführungen von den Eigentümern, aus der notwendige künftige Instandsetzung und Instandhaltung, Reparaturen, gegebenenfalls auch die modernisierende Instandsetzung, am gemeinschaftlichen Eigentum zukünftig finanziert werden. Sie umfasst also nicht die Instandhaltungen oder Reparaturen am Sondereigentum oder Teileigentum, für die jeder Eigentümer selbst aufkommen muss.

### Begriff
In dem seit dem 1. Dezember 2020 geltenden WEG wird von Erhaltungsrücklage gesprochen (§ 19 Abs. 2 Nr. 4 WEG), in früheren Fassungen des Wohnungseigentumsgesetzes wurde von Instandhaltungsrückstellung gesprochen. Hierbei handelt es sich um Aufwand für Instandsetzungsmaßnahmen des Gemeinschaftseigentums, deren Entstehung dem Grunde nach sicher, deren konkrete Höhe und Fälligkeit aber ungewiss sind. Dieser Begriff steht nicht im Widerspruch zum Rechtsbegriff der Rückstellung, wie er im Bilanz- und Steuerrecht verwendet wird. Aus kaufmännischer Sicht handelt es sich bei der Instandhaltungsrückstellung um keine Rücklage, weil die zurückgestellten Gelder einer Zweckbindung als Aufwand für künftige Reparaturen unterliegen und deshalb nicht als Eigenkapital anzusehen sind. In der Rechtspraxis hat sich offensichtlich der Begriff Instandhaltungsrücklage durchgesetzt, der auch vom Bundesgerichtshof (BGH) und vom Bundesfinanzhof (BFH) in neueren Entscheidungen (soweit ersichtlich, durchgehend) verwendet wird.

### Rechtsfragen
Die Ansammlung einer angemessenen Instandhaltungsrücklage gehört zu einer ordnungsgemäßen Verwaltung (§ 19 Abs. 2  Nr. 4 WEG), die jeder Wohnungseigentümer verlangen und gegebenenfalls sogar -notfalls über die Beschlussersetzungsklage nach § 44 Abs. 1 Satz 2 WEG- gerichtlich durchsetzen kann (§ 18 Abs. 2 Nr. 1 iVm § 19 Abs. 1, 2 Nr. 4 WEG). Die Verwaltung der Instandhaltungsrücklage obliegt in der Regel der Wohnungseigentumsverwaltung nach § 27 Abs. 1 WEG. Eine Entnahme aus der Instandhaltungsrücklage ist ausschließlich für Instandsetzungs- und Instandhaltungsmaßnahmen des gemeinschaftlichen Eigentums zulässig. Lediglich bei kurzfristigen Liquiditätsengpässen ist ihr Einsatz für laufende Kosten zulässig. Die Höhe der monatlichen Beiträge der Eigentümer zur Instandhaltungsrücklage ist im Wirtschaftsplan (§ 28 WEG) festzulegen und mehrheitlich in der Wohnungseigentümerversammlung zu beschließen.
Die Instandhaltungsrücklage gehört zum Gemeinschaftsvermögen (§ 9a Abs. 3 WEG) und ist im jährlich vom Verwalter zu erstellenden Vermögensbericht aufzunehmen (§ 28 Abs. 4 WEG). Es ist hierbei nur der Ist-Zustand darzustellen. Da die Instandhaltungsrücklage zum Gemeinschaftsvermögen gehört, kann der einzelne Eigentümer auch hieraus keinen direkten Anspruch auf „seinen“ Anteil geltend machen oder darüber verfügen; deshalb wird bei Verkauf der Wohnung dieser „Anteil“ auch nicht ausgezahlt, bzw. rückbezahlt.
Sie wird von allen Miteigentümern anteilig aufgebracht. Der Verteilungsschlüssel orientiert sich am Miteigentumsanteil, wenn nichts anderes in der Gemeinschaftsordnung (ungenau auch Teilungserklärung genannt) vereinbart ist. Häufig wird dort als Verteilungsschlüssel die Größe der einzelnen Wohnungen in Quadratmeter genommen.
Der Verwalter ist verpflichtet, die gemeinschaftlichen Gelder, also auch die Instandhaltungsrücklage, gesondert von seinem Vermögen zu halten Dies ist insbesondere dann wichtig, wenn der Verwalter Insolvenz beantragt, damit diese Gelder nicht in die Insolvenzmasse einfließen, sondern der Wohnungseigentümergemeinschaft erhalten bleiben. Darüber hinaus ist der Verwalter seit mehreren Jahren nach überwiegender Auffassung in der Rechtsliteratur verpflichtet, die Gelder der Gemeinschaft nur auf Bankkonten zu verwahren, die auf den Namen der Wohnungseigentümergemeinschaft lauten.
Der Instandhaltungsrücklage von Eigentumswohnungen darf nur zugeführt werden, was tatsächlich zugeflossen ist. Ein Zufluss liegt nach diesem Urteil erst vor, wenn sie als Teil des Hausgelds auf dem Bankkonto der Wohnungseigentumsverwaltung gutgeschrieben wurde.

## International

### Österreich
Die Rücklage (auch Reparaturfonds) gemäß § 31 WEG ist Vermögen der Wohnungseigentümergemeinschaft und kein quotenmäßiges Miteigentum.

#### Zweck
Eine angemessene Rücklage (§ 28 Abs. 1 Z. 2 WEG) ist für die gesamte Liegenschaft zu bilden und von allen Miteigentümern anteilsmäßig zu bezahlen. Der Verwalter ist verpflichtet und befugt die Rücklage vorzuschreiben und einzuheben (§ 28 Abs. 1 Z. 2 WEG) und auf einem gesonderten Bankkonto zinsbringend anzulegen.
Die Rücklage dient der Ansparung von finanziellen Mitteln für notwendige Aufwendungen für die Liegenschaft (relative Zweckwidmung). Es handelt sich bei diesen Aufwendungen um jährlich nicht wiederkehrende Erhaltungs- oder Verbesserungsarbeiten.

#### Haftungsfonds
Die Rücklage bildet für die Gläubiger der Wohnungseigentümergemeinschaft den wichtigsten Haftungsfonds (§ 18 Abs. 3 WEG).

### Liechtenstein
Der Erneuerungsfonds nach liechtensteinischem Recht bildet im Rahmen der Stockwerkeigentümergemeinschaft (Art. 170a ff. SR), sofern ein solcher besteht, den wichtigsten Teil des Verwaltungsvermögens. Die Regelungen über die liechtensteinische Stockwerkeigentümergemeinschaft (Art. 170a ff SR) und den Erneuerungsfonds (Art. 170l f. SR) stammen weitgehend aus dem schweizerischen Recht (Art. 712a ff. ZGB) und, bis auf die Haftung, können die Ausführungen zum schweizerischen Recht bezüglich des Erneuerungsfonds auch auf den Erneuerungsfonds nach liechtensteinischem Recht übernommen werden.

#### Zweck
Der Erneuerungsfonds wird nach dem Willen der Stockwerkeigentümergemeinschaft verwaltet, gefüllt und genutzt (in der Regel verwaltet diesen der Verwalter i. S. d. Art. 170s SR). Es bestehen keine Regelungen über ein Mindestvermögen und der Erneuerungsfonds kann, wenn dies im Begründungsakt, der Basisordnung oder einem Reglement vereinbart wurde, auch jederzeit unter den dort festgelegten Bedingungen wieder aufgelöst werden. Dritte haben grundsätzlich keinen Anspruch darauf, über das Bestehen, die Vermögenslage etc. des Erneuerungsfonds Auskunft zu erlangen. Das Grundbuch nur insoweit, als jede wesentliche Änderung, zum Beispiel das Bestehen oder die Auflösung, wenn diese im Grundbuch bereits aufscheint, einzutragen oder abzuändern ist.
Die Verwaltung und Anlage des Erneuerungsfonds muss mit der Sorgfalt eines ordentlichen Geschäftsmannes erfolgen. Alle ordentlichen und außerordentlichen Erträge aus dem Vermögen des Erneuerungsfonds müssen dem Erneuerungsfonds zugutekommen. Die Anlage selbst muss mit möglichst geringem Risiko erfolgen und eine Belastung des Erneuerungsfonds über seinen effektiven Wert hinaus ist unzulässig.
Weitere Vermögensbestandteile können zum Beispiel das Eigentum an beweglichen Sachen für die Reinigung des Objektes sein oder Ansprüche gegen Dritte aus vertraglicher oder ausservertraglicher Haftung (zum Beispiel Art. 61 SR oder § 1319 ABGB). Auch die weiteren  Vermögensbestandteile sind der juristischen Person „Stockwerkeigentumsgemeinschaft“ direkt zuzurechnen und daher dem Zugriff der Gläubiger der  Stockwerkeigentumsgemeinschaft nicht entzogen und, wie auch der  Erneuerungsfonds, nicht konkursfest.
Beschlüsse über die Gründung, den Bestand und die  Auflösung des Erneuerungsfonds und die Anschaffung und den Verkauf von  weiteren Vermögensbestandteilen sowie über Ansprüche gegen Dritte etc. sind,  wenn keine anderslautende Regelung im Begründungsakt, der Basisordnung oder  einem Reglement besteht, mit einfacher Mehrheit zu fassen.

#### Haftungsfonds
Der Erneuerungsfonds ist direkt der juristischen Person „Stockwerkeigentumsgemeinschaft“ zugehörend und bildet, im Gegensatz zur schweizerischen Rechtslage, in Liechtenstein kein Sondervermögen. Das Vermögen der Stockwerkeigentumsgemeinschaft ist daher dem Zugriff der Gläubiger der Stockwerkeigentumsgemeinschaft nicht entzogen und auch nicht konkursfest. Ansprüche können direkt gegen die Stockwerkeigentumsgemeinschaft geltend gemacht werden. Die Stockwerkeigentümer trifft, wenn die Vermögensmasse nicht ausreicht, eine Nachschussverpflichtung. Die Exekution der Gläubiger der Stockwerkeigentumsgemeinschaft kann nur gegen das bestehende Vermögen der Stockwerkeigentumsgemeinschaft geführt werden, nicht jedoch in die Miteigentums- bzw. Stockwerkeigentumsanteile. Ein Gläubiger der Stockwerkeigentümergemeinschaft kann im Namen der Stockwerkeigentümergemeinschaft nach Art. 170i Abs. 2 und 3 SR die Eintragung eines Gemeinschaftspfandrechtes an den Anteilen der Stockwerkeigentümer auf die Beitragsforderungen verlangen, sofern ein solches noch nicht besteht.

### Schweiz
Der Erneuerungsfonds bildet im Rahmen der Stockwerkeigentümergemeinschaft (Art. 712a ff. ZGB), sofern ein solcher besteht, den wichtigsten Teil des Verwaltungsvermögens.

#### Zweck
Der Erneuerungsfonds wird nach dem Willen der Stockwerkeigentümergemeinschaft verwaltet, gefüllt und genutzt (in der Regel verwaltet diesen der Verwalter i. S. d. Art. 712s ZGB).
Die Verwaltung und Anlage des Erneuerungsfonds muss mit der Sorgfalt eines ordentlichen Geschäftsmannes erfolgen. Alle ordentlichen und außerordentlichen Erträge aus dem Vermögen des Erneuerungsfonds müssen dem Erneuerungsfonds zugutekommen. Die Anlage des Vermögens des Erneuerungsfonds selbst muss mit möglichst geringem Risiko erfolgen. Eine Belastung des Erneuerungsfonds über seinen effektiven Wert hinaus ist nicht zulässig.
Es bestehen keine Regelungen über ein Mindestvermögen im Fonds und der Erneuerungsfonds kann, wenn dies im Begründungsakt oder einem Reglement vereinbart wurde, auch jederzeit unter den dort festgelegten Bedingungen wieder aufgelöst werden.
Dritte haben grundsätzlich keinen Anspruch darauf, über das Bestehen des Fonds, die Vermögenslage und ähnliches des Erneuerungsfonds Auskunft zu erlangen.
Beschlüsse über die Gründung, den Bestand und die Auflösung des Erneuerungsfonds und die Anschaffung und den Verkauf von weiteren Vermögensbestandteilen sowie über Ansprüche gegen Dritte etc. sind, wenn keine anders lautende Regelung im Begründungsakt oder einem Reglement besteht, mit einfacher Mehrheit der Stockwerkeigentümer zu fassen.

#### Haftungsfonds
Der Erneuerungsfonds ist ein Sondervermögen, da die Stockwerkeigentumsgemeinschaft in der Schweiz ausdrücklich keine juristische Person darstellt. Das Vermögen ist daher dem Zugriff der Gläubiger der Stockwerkeigentumsgemeinschaft entzogen und konkursfest.
Die Stockwerkeigentümergemeinschaft erwirbt nach Art. 712l Abs. 1 ZGB das sich aus ihrer Verwaltungstätigkeit ergebende Vermögen.

### England und Wales
In England und Wales lautet die übliche Bezeichnung für die Instandhaltungsrücklage "sinking fund" oder "reserve fund".
Zwar kann ein dem deutschen Verständnis ähnliches Wohnungseigentum (commonhold) in England seit dem Commonhold and Leasehold Reform Act 2002 (Gesetz über das Wohnungseigentum und die Reform des Erbbaurechts von 2002) zwar begründet werden, ist allerdings sehr unüblich. "Eigentums"-Wohnungen werden stattdessen meist in Form zeitlich begrenzter Erbbaurechte (leasehold) gehandelt.
Die Verwaltung des sinking funds obliegt dem Erbbaurechtsgeber und Eigentümer des Grundstücks (freeholder). Die Höhe der Beiträge der Wohnungseigentümer zur Instandhaltungsrücklage kann teilweise den Erbbaurechtsvereinbarungen (leases) entnommen werden. Oft fehlen aber entsprechende Bestimmungen, so dass der Grundstückseigentümer die Beiträge nach billigem Ermessen festlegen kann. Eine Erstattung bei Weiterverkauf der Wohnung ist meist ausgeschlossen.

## Berechnung
Eine Abschätzung der gesamten zu erwartenden Instandhaltungskosten für das Gemeinschaftseigentum kann zum Beispiel mittels der Petersschen Formel vorgenommen werden. Die Formel eignet sich aber nur für ältere Anlagen. Nach einer groben Faustregel des BVI – Bundesfachverband der Immobilienverwalter e. V. ist bei Neuanlagen eine jährliche Zuweisung zur Instandhaltungsrücklage von 0,8 bis 1,0 % des Kaufpreises ab Baufertigstellung angemessen. Andere Quellen führen dagegen deutlich geringere Instandhaltungsrücklagen auf, z. B. je nach Alter der Immobilie zwischen 7,10 € und 11,50 € pro Quadratmeter und Jahr.